# Doświetlanie roślin
Doświetlanie roślin, w uprawie roślin pod osłonami, w okresach zimowych stosuje się lampy elektryczne celem uzupełnienia niedoborów światła słonecznego. Dzięki doświetlaniu można zwiększyć tempo wzrostu rośliny nawet 3 do 5 razy. Zaleca się stosowanie wysokoprężnych lamp sodowych o 25% wydajności świetlnej. Doświetlanie roślin stosuje się np. przy produkcji rozsad warzyw takich jak pomidory czy ogórki szklarniowe a także niektórych roślin ozdobnych.